# Néstor Renderos
Néstor Raúl Renderos López (San Salvador, 10 settembre 1988) è un calciatore salvadoregno, centrocampista del FAS.